# Adolf Fryderyk VI
Adolf Fryderyk VI (ur. 17 czerwca 1882 w Neustrelitz, zm. 24 lutego 1918 tamże) – ostatni wielki książę Meklemburgii-Strelitz.

## Życie
Adolf Fryderyk był trzecim dzieckiem i najstarszym synem wielkiego księcia Adolfa Fryderyka V i księżniczki Elżbiety von Anhalt-Dessau. Studiował w Dreźnie i w Monachium. Po ukończeniu studiów rozpoczął służbę wojskową, którą ostatecznie ukończył w randze generała. Po śmierci swojego dziadka Fryderyka Wilhelma w 1904 roku został następcą tronu księstwa Meklemburgii-Strelitz. Był uważany za jednego z najbogatszych ludzi swego czasu. Fortunę odziedziczył po swoich przodkach. Dziadek Adolfa Fryderyka, Fryderyk Wilhelm był właścicielem większości ziem w swoim księstwie. 11 czerwca 1914 roku po śmierci ojca został ostatnim wielkim księciem.
Jeszcze jako następca tronu związany był ze śpiewaczką Mafaldą Salvatini (1886−1971). Wokół tego związku oraz innych związków Adolfa Fryderyka narosło wiele spekulacji, które miały przyczynić się do przedwczesnej śmierci wielkiego księcia. Pisała o tym między innymi w swych wspomnieniach Daisy von Pless.

## Śmierć
Wielki książę Adolf Fryderyk zginął 24 lutego 1918 roku. W dniu 23 lutego wielki książę poszedł z psem na wieczorny spacer. Był to ostatni raz kiedy widziano go żywego. Dzień później, 24 lutego odnaleziono w kanale wodnym jego ciało. Miał ranę postrzałową klatki piersiowej. Po przeprowadzeniu sekcji zwłok ustalono, że bezpośrednią przyczyną śmierci był jednak nie postrzał, ale utonięcie. Dokładne okoliczności śmierci pozostają mimo to jednak nadal niejasne. Są przedmiotem licznych spekulacji i spiskowych teorii.

## Odznaczenia
Meklemburskie:
- Wielki Mistrz Orderu Korony Wendyjskiej (od 1914, odzn. 1898)
- Wielki Mistrz Orderu Gryfa (od 1914)
- Krzyż Wielki z Łańcuchem Orderu Gryfa (1914)
- Krzyż Kawalerski Orderu Gryfa (1905)
- Krzyż Zasługi Wojennej I i II kl. (Meklemburgia-Strelitz)
- Krzyż Zasługi Wojskowej II kl. (Meklemburgia-Schwerin)
- Medal Pamiątkowy Adolfa Fryderyka V (Meklemburgia-Strelitz)

Zagraniczne:
- Order Alberta Niedźwiedzia (Anhalt)
- Medal Zasługi I kl. (Anhalt)
- Order Świętego Huberta (Bawaria)
- Medal Jubileuszowy (Bawaria)
- Order Królewski Wiktoriański (Wielka Brytania)
- Medal Koronacyjny Króla Edwarda VII (Wielka Brytania)
- Medal Koronacyjny Króla Jerzego V (Wielka Brytania)
- Order Hohenzollernów z mieczami (Sigmarinen)
- Order Świętego Piotra (Czarnogóra)
- Order Daniły I (Czarnogóra)
- Order Orła Czarnego z łańcuchem (Prusy)
- Order Orła Czerwonego (Prusy)
- Krzyż Żelazny I i II kl. (Prusy)
- Order Ernestyński (Saksonia-Altenburg)
- Order Korony Rucianej (Saksonia)
- Order Domowy Lippeński (Lippe)

## Galeria

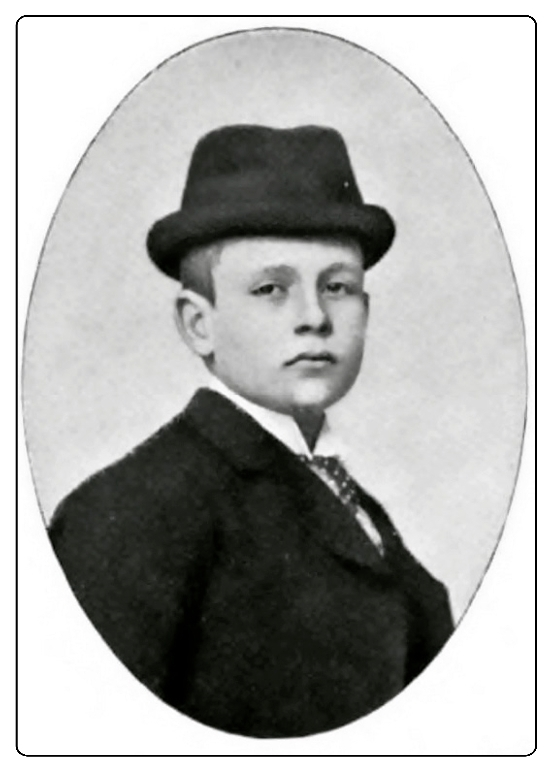
Młody książę
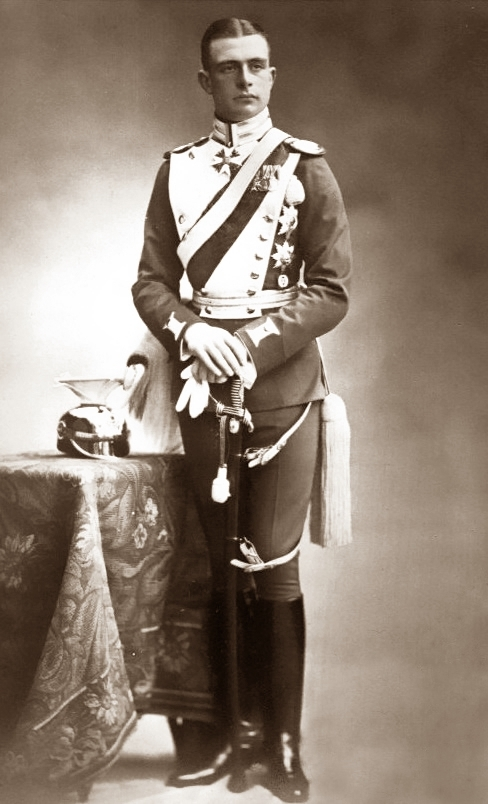
w mundurze 1. Pułku Ułanów
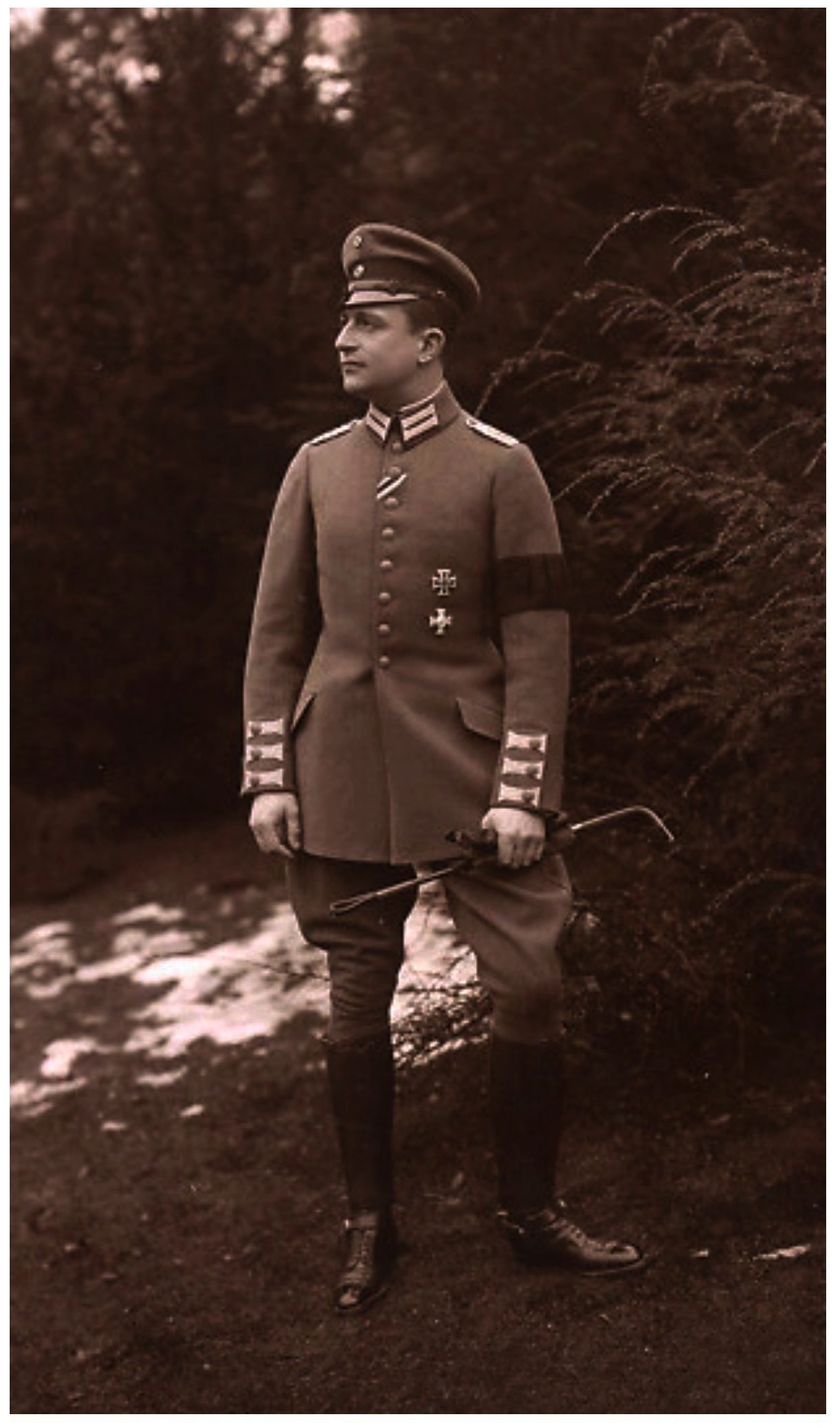
Adolf Fryderyk VI w grudniu 1916 roku
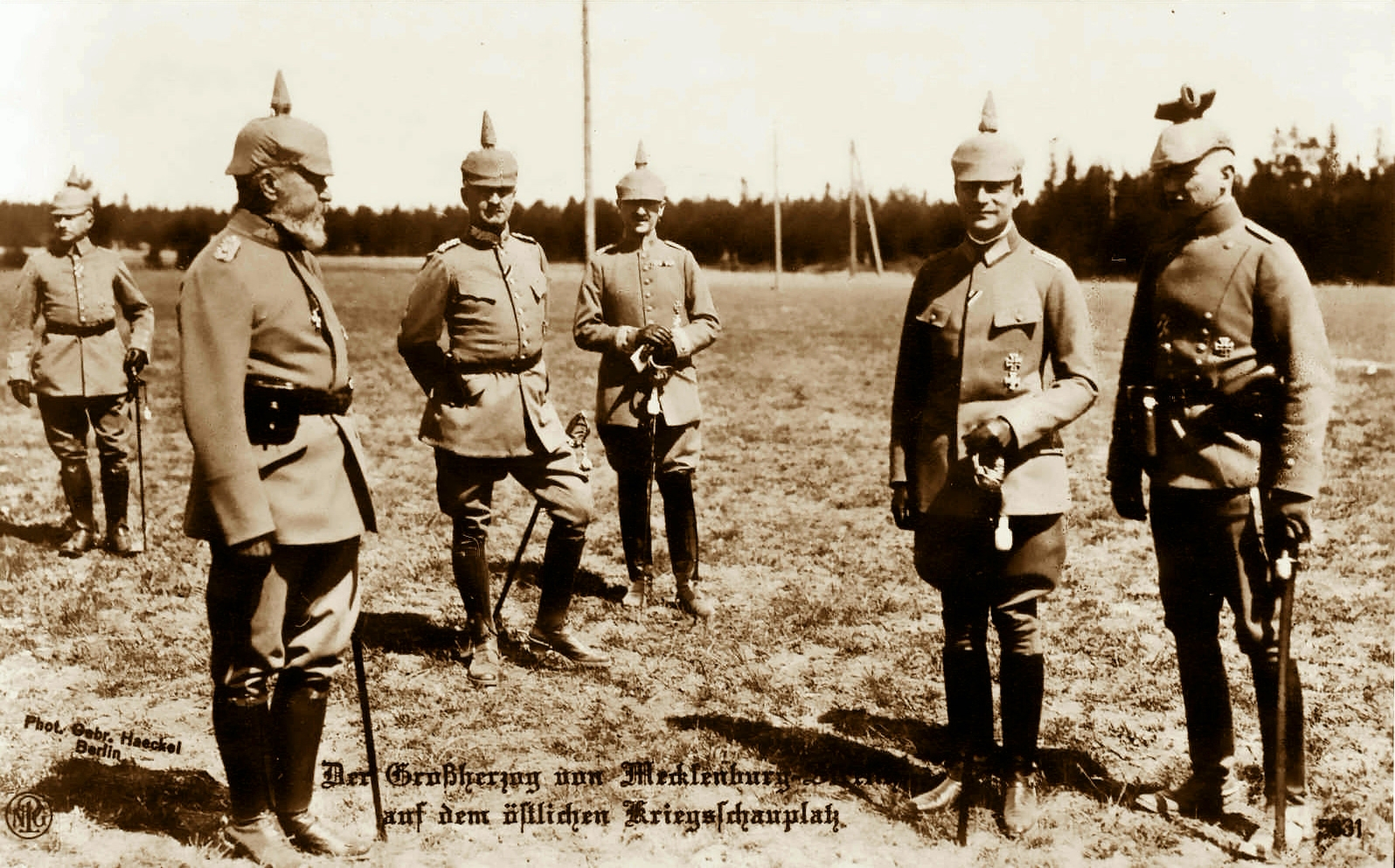
na froncie wschodnim, rok 1916
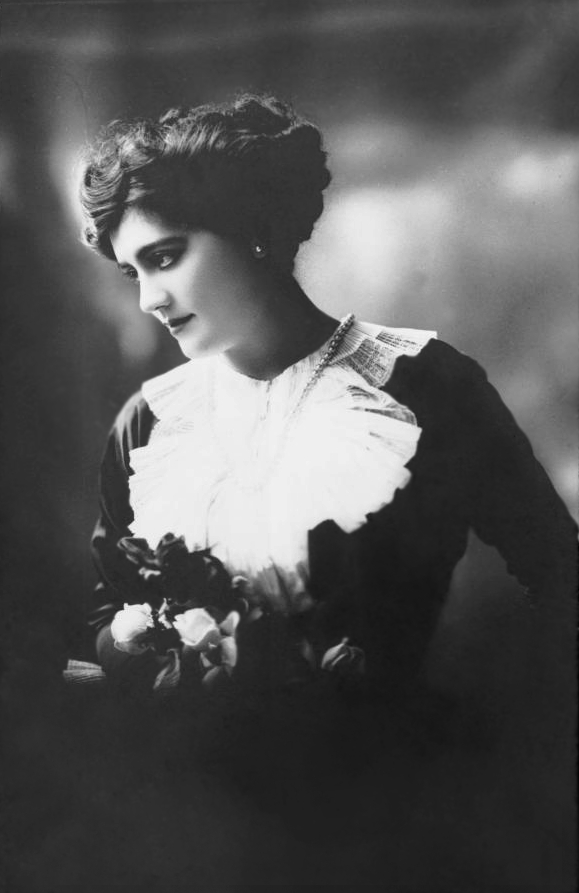
Mafalda Salvatini
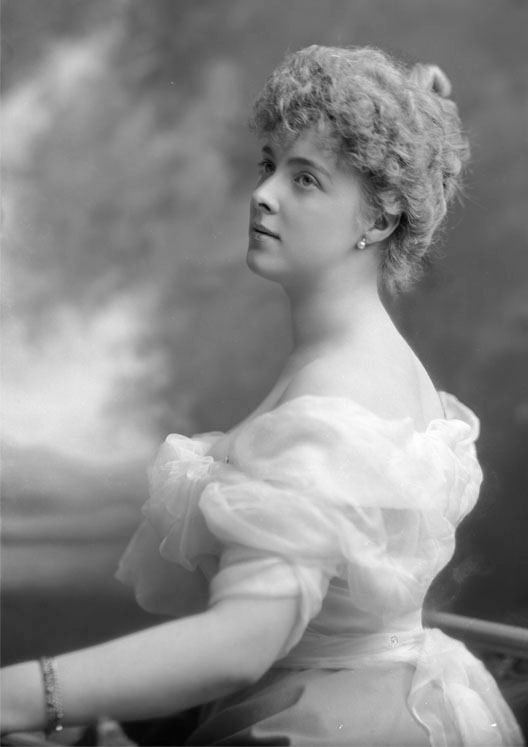
Daisy von Pless